# Mussaenda corymbosa
Mussaenda corymbosa är en måreväxtart som beskrevs av William Roxburgh. Mussaenda corymbosa ingår i släktet Mussaenda och familjen måreväxter. Inga underarter finns listade i Catalogue of Life.